# Soul Asylum
Soul Asylum je americká alternativně rocková skupina založená v roce 1983 ve městě Minneapolis ve státě Minnesota. Původně byla založena v roce 1981 pod názvem Loud Fast Rules. Původní sestava se skládala z Dana Murphyho, Dava Pirnera, Karla Muellera a Pata Morleyho. Morley byl později v roce 1984 nahrazen Grantem Youngem. Skupina se stala světově známá vydáním trojplatinového alba Grave Dancers Union z roku 1992 a také singlem "Runaway Train", který získal cenu Grammy.
Zatím posledním albem je Change of fortune, které vyšlo 18. března 2016.

## Diskografie
- Say What You Will, Clarence ... Karl Sold the Truck (1984) (Twin / Tone)
- Made to Be Broken (1986) (Twin / Tone)
- While You Were Out (1986) (Twin / Tone)
- Hang Time (1988) (A & amp; M)
- And the Horse They Rode In On (1990) (A & amp; M)
- Grave Dancers Union (1992) [3x Platinum] (Columbia)
- Let Your Dim Light Shine (1995) [Platinum] (Columbia)
- Candy from a Stranger (1998) (Columbia)
- The Silver Lining (2006) (Legacy)[2]
- Delayed Reaction (2012) (429 Records)
- Change of fortune (2016) (Entertainment one)